# 伽罗瓦群
伽罗瓦群（法語：Groupe de Galois）是抽象代数中域论的概念，表示与某个类型的域扩张相伴的群，是伽罗瓦理论的基础概念。域扩张源于多项式。通过伽罗瓦群研究域扩张以及多项式的理论，称为伽罗瓦理论，是十九世纪法国数学家埃瓦里斯特·伽罗瓦为了解决“高次多项式方程是否有根式解”的问题而创造的。后世也以他的名字命名相关的概念。
用置换群更初等地讨论伽罗瓦群，参见伽罗瓦理论一文。

## 定义
设有域扩张L/K。考虑所有L上的K-自同构集合。此处的K-自同构指的是L映射到L的域同构，且其限制在K上的部分是平凡的（即为恒等映射）。用数学语言描述，一个K-自同构是指满足以下条件的同态σ:15-16:125：
1. σ是从L映射到L上的双射。
2. σ是域同态，即：{\displaystyle \forall a,b,\in L,\;\sigma (a+b)=\sigma (a)+\sigma (b),\;\sigma (ab)=\sigma (a)\sigma (b).}
3. σ将所有K中元素映射到其自身：{\displaystyle \forall x\in K,\;\sigma (x)=x.}

可以证明，对任意的域扩张L/K，所有L上的K-自同构关于映射的复合运算构成群，称为域扩张L/K的自同构群，记作Aut(L/K):16。
如果L/K是一个伽罗瓦扩张，则Aut(L/K)称为扩张L/K上的伽罗瓦群，通常记做 Gal(L/K)（有些文献中记作Gal(L : K)）:16。
在某些介绍伽罗瓦理论的专著中，也会将任何域扩张上的自同构群都称为伽罗瓦群，并记作Gal(L/K)σ:125。

## 例子
设F是一个域，{\displaystyle \mathbb {Q} ,\mathbb {R} ,\mathbb {C} }分别为有理数、实数与复数域。F(a)表示在F中添加元素a生成的域扩张。
- F/F是平凡扩张，也是可分正规扩张，即伽罗瓦扩张。其伽罗瓦群Gal(F/F)是只包含一个元素（即恒等映射）的平凡群。
- {\displaystyle \mathbb {C} /\mathbb {R} }是次数为2的伽罗瓦扩张。其伽罗瓦群{\displaystyle \mathrm {Gal} (\mathbb {C} /\mathbb {R} )}有两个元素，恒等映射与复共轭自同构[2]:127。
- {\displaystyle \mathbb {R} /\mathbb {Q} }不是伽罗瓦扩张。其自同构群{\displaystyle \mathrm {Gal} (\mathbb {R} /\mathbb {Q} )}是只包含恒等映射的平凡群。事实上可以证明，任何在{\displaystyle \mathbb {Q} }上为恒等映射的{\displaystyle \mathbb {R} }到{\displaystyle \mathbb {R} }的自同构，都保持实数的序结构。也就是说，只要某个自同构σ将每个有理数都映射到自身，那么对任何a < b，都有σ(a) < σ(b)。这说明此自同构在整个实数集上都是恒等映射。

- {\displaystyle \mathbb {C} /\mathbb {Q} }是无限伽罗瓦扩张。其伽罗瓦群是无限群。
- {\displaystyle \mathbb {Q} ({\sqrt {2}})/\mathbb {Q} }是次数为2的伽罗瓦扩张。其伽罗瓦群{\displaystyle \mathrm {Gal} (\mathbb {Q} ({\sqrt {2}})/\mathbb {Q} )}有两个元素，恒等映射与将√2与-√2互换的自同构[2]:127。
- 考虑域{\displaystyle K=\mathbb {Q} ({\sqrt[{3}]{2}})}。{\displaystyle K/\mathbb {Q} }不是正规扩张，故不是伽罗瓦扩张。其自同构群{\displaystyle \mathrm {Aut} (K/\mathbb {Q} )}只包含恒等映射[2]:127。
- 现在考虑{\displaystyle L=\mathbb {Q} ({\sqrt[{3}]{2}},\omega )}，这里ω是本原三次单位根。L是有理数域上不可约的多项式P = X3 - 2的分裂域，因此是伽罗瓦扩张。其伽罗瓦群{\displaystyle \mathrm {Gal} (K/\mathbb {Q} )}同构于3次置换群S3。这个群是可解群，意味着多项式方程X3 - 2 = 0能用根式求解[1]:52-53。

## 基本性质
设有域扩张L/K，则其自同构群Aut(L/K)满足：
- 设P是一个以K中元素为系数的多项式。α∈L是它的一个根，则自同构群中任一个元素σ仍将α映射到P的根上[2]:126。
- 如果L/K是有限生成的域扩张，即存在{\displaystyle \alpha _{1},\alpha _{2},\cdots ,\alpha _{m}\in L}，使得L = K(α1, α2, ... , αm)，那么自同构群中任一个元素σ被这些元素唯一决定。也就是说，如果知道了σ(α1), σ(α2), ... , σ(αm))的取值，就能知道σ作用在L中任何元素上的结果[2]:126。
- 有限扩张的自同构群是有限群[2]:126，其元素个数|Aut(L/K)|整除扩张次数[L : K]，因此小于等于[L : K]。两者相等当且仅当L/K是伽罗瓦扩张[2]:150。

设域扩张L/K为伽罗瓦扩张。以下的性质均可以在没有伽罗瓦理论基本定理的情况下证明。
- {\displaystyle |\mathrm {Gal} (L/K)|=[L:K]}[2]:130
- 令 {\displaystyle G=\mathrm {Gal} (L/K)}，则G的不变域，即 {\displaystyle L^{G}=\{x\in L|\forall \sigma \in G,\sigma (x)=x\}}，是K。反之，如果有限扩张L/K的自同构群的不变域是K，那么它是伽罗瓦扩张。[2]:150
- 设F是一个域并且复合域LF存在。那么{\displaystyle \mathrm {Gal} (LF/F)\hookrightarrow \mathrm {Gal} (L/K)}，即Gal(LF/F)和Gal(L/K)的一个子群同构。（由正规扩张和可分扩张的性质，KF/F是一个伽罗瓦扩张，因此可以讨论Gal(LF/F)）

伽罗瓦扩张的重要性在于，有限的伽罗瓦扩张满足伽罗瓦理论基本定理：伽罗瓦群的子群与域扩张的中间域之间存在着反向包含的一一对应关系。
如果Gal(L/K)是伽罗瓦扩张，则伽罗瓦群Gal(L/K)上可以装备一个拓扑，称为克鲁尔拓扑，使其成为一个投射有限群。在此拓扑下，即便Gal(L/K)是无限扩张，其伽罗瓦群的闭子群与域扩张的中间域存在着反向包含的一一对应关系，有类似伽罗瓦理论基本定理的结论。